# Dean Norris
Dean Norris, född 8 april 1963 i South Bend, Indiana, är en amerikansk skådespelare. Han är bland annat känd för sin roll som Hank Schrader i TV-serien Breaking Bad.

## Biografi

### Uppväxt
Norris föddes i South Bend, Indiana, son till Jack, en möbelaffärsägare, och Rosie Norris. Han utexaminerades från Clay High School 1981, där han har sagt att han var en duktig elev med högsta betyg. Han tog examen från Harvard College 1985, där han läste samhällskunskap. Han gick också på Royal Academy of Dramatic Art under ett år.

### Karriär
Norris har medverkat i Tremors: The Series och filmen Without Limits. Han har haft gästroller i TV-serier som På spaning i New York, Arkiv X, Vita huset och Lost, och har medverkat i filmer som Gattaca och Terminator 2 - Domedagen. Norris är mest känd för sin roll som DEA-agenten Hank Schrader i den kritikerrosade TV-serien Breaking Bad, som han spelade från seriens start 2008 till sin sista säsong 2013. Han har för närvarande huvudrollen i CBS-serien Under the Dome, baserad på Stephen Kings roman med samma namn. Han spelar James "Big Jim" Rennie, den enda ledamoten för kommunfullmäktige i området som är avskuret från resten av USA. Rennie agerar i början för att göra det rätta i att få staden i schack vid separationen, men börjar snart att missbruka sin makt. 

### Privatliv
Norris har två systrar. Han bor med sin fru Bridget och deras fem barn i Temecula, Kalifornien.

## Filmografi

### Filmer
| År   | Titel                                 | Roll                   |
| ---- | ------------------------------------- | ---------------------- |
| 1985 | Blind Alleys                          | Peter Brockway         |
| 1988 | Leap of Faith                         | Richard                |
| 1988 | Police Story: Gladiator School        | Ralph Thomas           |
| 1989 | Polisskolan 6 - Går under jorden      | Polis                  |
| 1989 | Disorganized Crime                    | Deputy Joe             |
| 1989 | Dödligt vapen 2                       | Tim Cavanaugh          |
| 1990 | Montana                               | Foreman                |
| 1990 | When You Remember Me                  | Bill                   |
| 1990 | Hard to Kill                          | Det. Sgt. Goodhart     |
| 1990 | Total Recall                          | Tony                   |
| 1990 | Gremlins 2                            | SWAT Team Leader       |
| 1990 | Desperate Hours                       | Maddox                 |
| 1991 | Terminator 2 - Domedagen              | SWAT Team Leader       |
| 1991 | Murderous Vision                      | Lt. Martin             |
| 1991 | Falskt anklagad                       | Mike                   |
| 1992 | Till Death Us Do Part                 | Matt Hobert            |
| 1992 | Secrets                               | Henderson              |
| 1992 | Gräsklipparmannen                     | The Director           |
| 1993 | Firman                                | Squat Man              |
| 1993 | Barbarians at the Gate                | Forskare               |
| 1993 | Full Eclipse                          | Fleming                |
| 1994 | Lakota Woman: Siege at Wounded Knee   | Red Arrow              |
| 1994 | Jailbait                              | Hershiser              |
| 1994 | Playmaker                             | Det. Marconi           |
| 1994 | En kvinnas list                       | Shep                   |
| 1995 | Safe                                  | Mover                  |
| 1995 | Money Train                           | Vakt                   |
| 1995 | In the Line of Duty: Hunt for Justice | Levasseur              |
| 1996 | Innocent Victims                      | Frank Sarezin          |
| 1996 | It Came from Outer Space II           | Dave Grant             |
| 1996 | Seduced by Madness                    | Det. Pike              |
| 1996 | Forgotten Sins                        | Det. Carl Messenger    |
| 1996 | Death Benefit                         | Rod Montgomery         |
| 1996 | After Jimmy                           | Ray Johnson            |
| 1997 | Gattaca                               | Beat Cop               |
| 1997 | Starship Troopers                     | Commanding Officer     |
| 1997 | Riot                                  | Kalena                 |
| 1998 | On the Line                           | Manny Denikolas        |
| 1998 | Förhandlaren                          | Scott                  |
| 1998 | Without Limits                        | Dellinger              |
| 1999 | Sonic Impact                          | Agent McGee            |
| 2000 | 3 Strikes                             | Officer Robert         |
| 2000 | The Cell                              | Cole                   |
| 2004 | 50 First Dates                        | Sgt. Siegel            |
| 2005 | American Gun                          | Terrence               |
| 2005 | Mrs. Harris                           | Sporting Goods Clerk   |
| 2006 | Little Miss Sunshine                  | State Trooper McCleary |
| 2007 | Evan den allsmäktige                  | Officer Collins        |
| 2007 | The Heartbreak Kid                    | Jodi's Father          |
| 2008 | Linewatch                             | Warren Kane            |
| 2010 | How Do You Know                       | Tom                    |
| 2011 | Prom                                  | Frank Prescott         |
| 2012 | Get the Gringo                        | Bill                   |
| 2013 | The Frozen Ground                     | Sgt. Lyle Haugsven     |
| 2013 | Small Time                            | Ash Martini            |
| 2013 | The Counselor                         | The Buyer              |
| 2014 | Men, Women & Children                 |                        |
| 2019 | Scary Stories to Tell in the Dark     | Roy Nicholls           |

### Television
| År          | Titel                                   | Roll                          | Notering                                    |
| ----------- | --------------------------------------- | ----------------------------- | ------------------------------------------- |
| 1987        | The Equalizer                           | Martin                        | Avsnitt: "Christmas Presence"               |
| 1989        | Skönheten och odjuret                   | Biggs                         | Avsnitt: "A Kingdom by the Sea"             |
| 1992        | Homefront                               | Second Coworker               | Avsnitt: "Take My Hand"                     |
| 1993 – 1994 | NYPD Blue                               | Father Jerry Downey           | 3 avsnitt                                   |
| 1994        | Våra värsta år                          | Rodent                        | Avsnitt: "Dud Bowl"                         |
| 1995        | Arkiv X                                 | Marshal Tapia                 | Avsnitt: "F. Emasculata"                    |
| 1995        | Fallen Angels                           | Allen                         | Avsnitt: "Tomorrow I Die"                   |
| 1995        | The Marshal                             | Tyler Dumas                   | Avsnitt: "Kissing Cousins"                  |
| 1995 – 1996 | Murder One                              | Rusty Arnold                  | 3 avsnitt                                   |
| 1996        | Dark Skies                              | Clayton Lewis                 | Avsnitt: "We Shall Overcome"                |
| 1997        | The Pretender                           | Tommy Larson                  | 1 avsnitt                                   |
| 1997        | Nash Bridges                            | William Robard                | 1 avsnitt                                   |
| 1998        | V.I.P.                                  | Jackson Lasarr                | Avsnitt: "Beats Working at a Hot Dog Stand" |
| 1998        | Cityakuten                              | Clark                         | Avsnitt: "They Treat Horses, Don't They?"   |
| 1998        | Walker, Texas Ranger                    | Deke Powell                   | Avsnitt: "War City"                         |
| 1999        | Millennium                              | Del Boxer                     | Avsnitt: "Seven and One"                    |
| 1999        | Pensacola: Wings of Gold                | Spider Colonel Laweson        | 3 avsnitt                                   |
| 1999        | The Practice                            | Detective                     | Avsnitt: "Free Dental"                      |
| 1999        | Förhäxad                                | Dr. Stone                     | Avsnitt: "They're Everywhere"               |
| 1999        | Nash Bridges                            | Frank Maddigan                | 1 avsnitt                                   |
| 2000        | The Pretender                           | Sheriff Whalen                | 1 avsnitt                                   |
| 2001        | Boston Public                           | Matthew Gordon                | Avsnitt: "Chapter Sixteen"                  |
| 2001        | Six Feet Under                          | Det. Shea                     | Avsnitt: "Familia"                          |
| 2001        | The District                            | Charles N. Burke              | Avsnitt: "Bulldog's Ghost"                  |
| 2002        | Philly                                  | Det. Duff                     | Avsnitt: "Mojo Rising"                      |
| 2002 – 2004 | American Dreams                         | Frank Moran                   | 2 avsnitt                                   |
| 2003        | 24                                      | General Bowen                 | 2 avsnitt                                   |
| 2003        | Tremors                                 | WD Twitchell                  | 10 avsnitt                                  |
| 2003        | Dragnet                                 | Leon Tate                     | Avsnitt: "Slice of Life"                    |
| 2004        | CSI: Crime Scene Investigation          | Bob Durham, Jr.               | 2 avsnitt                                   |
| 2004        | NCIS                                    | Gunnery Sergeant Vestman      | Avsnitt: "My Other Left Foot"               |
| 2004        | Crossing Jordan                         | Liam Moore                    | Avsnitt: "Dead in the Water"                |
| 2004        | Medical Investigation                   | David Weiner                  | Avsnitt: "Team"                             |
| 2004        | Boston Legal                            | Byron Kaneb                   | Avsnitt: "Catch and Release"                |
| 2004        | LAX                                     | Danny                         | Avsnitt: "Secret Santa"                     |
| 2005        | Brottskod: Försvunnen                   | Officer Tim Orley             | Avsnitt: "Penitence"                        |
| 2005        | Medium                                  | Det. Rickey                   | 2 avsnitt                                   |
| 2005        | Over There                              | Mr. Parker                    | Avsnitt: "Situation Normal"                 |
| 2005        | Vita huset                              | Steve Hodder                  | 2 avsnitt                                   |
| 2005        | Las Vegas                               | Ray Brennan                   | Avsnitt: "Everything Old Is You Again"      |
| 2006        | Cold Case                               | Wayne Nelson                  | Avsnitt: "Death Penalty: Final Appeal"      |
| 2006        | Windfall                                | Damiens pappa                 | 4 avsnitt                                   |
| 2006        | Just Legal                              | Judge                         | Avsnitt: "The Code"                         |
| 2006        | Nip/Tuck                                | Mark Noble                    | Avsnitt: "Shari Noble"                      |
| 2006        | Justice                                 | Jack Clark                    | Avsnitt: "Crucified"                        |
| 2007        | Grey's Anatomy                          | Vince                         | 2 avsnitt                                   |
| 2007        | The Unit                                | Supervisor Marsh              | 2 avsnitt                                   |
| 2008        | Saving Grace                            | Ross Ford                     | Avsnitt: "Have a Seat, Earl"                |
| 2008        | Terminator: The Sarah Connor Chronicles | Nelson                        | 2 avsnitt                                   |
| 2008        | Bones                                   | Don Timmons                   | Avsnitt: "The Finger in the Nest"           |
| 2008 – 2013 | Breaking Bad                            | Hank Schrader                 | 51 avsnitt                                  |
| 2009        | Lost                                    | Howard Grey                   | Avsnitt: "Some Like It Hoth"                |
| 2009        | True Blood                              | Leon                          | Avsnitt: "Shake and Fingerpot"              |
| 2009        | The Cleaner                             | Mr. Fisher                    | Avsnitt: "Path of Least Resistance"         |
| 2010        | Criminal Minds                          | Det. John Barton              | Avsnitt: "...A Thousand Words"              |
| 2010        | The Glades                              | Michael Nelson                | Avsnitt: "Doppleganger"                     |
| 2010        | Lie to Me                               | Dawkins                       | Avsnitt: "Darkness and Light"               |
| 2010        | Dark Blue                               | Cahill                        | Avsnitt: "Jane Wayne"                       |
| 2010        | Chase                                   | Sheriff Keagan                | Avsnitt: "The Posse"                        |
| 2010        | The Good Guys                           | Pike                          | Avsnitt: "Cop Killer"                       |
| 2010        | The Whole Truth                         | Mike Taylor                   | Avsnitt: "Cold Case"                        |
| 2010        | Medium                                  | Paul Scanlon                  | 2 avsnitt                                   |
| 2011        | Fairly Legal                            | Coach Gardner                 | Avsnitt: "Benched"                          |
| 2011        | The Defenders                           | Donnie Barrett                | Avsnitt: "Nevada v. Donnie the Numbers Guy" |
| 2011        | Off the Map                             | Morris Cooper                 | Avsnitt: "It's a Leaf"                      |
| 2011        | Law & Order: LA                         | Bob Kentner                   | Avsnitt: "Westwood"                         |
| 2011        | CSI: NY                                 | Lt. Mitchell Adler            | Avsnitt: "Officer Involved"                 |
| 2011        | Castle                                  | Capt. Peterson                | Avsnitt: "Cops & Robbers"                   |
| 2011        | The Mentalist                           | Sgt. Don Henderson            | Avsnitt: "Pink Tops"                        |
| 2011        | CSI: Crime Scene Investigation          | Phil Baker                    | 2 avsnitt                                   |
| 2012        | Body of Proof                           | Special Agent Brendan Johnson | 2 avsnitt                                   |
| 2012        | Eagleheart                              | Deke                          | Avsnitt: "Blues"                            |
| 2012        | Key & Peele                             | Mexican Drug Cartel Leader    | Avsnitt: "Manly Tears"                      |
| 2013        | Whitney                                 | Wayne Miller                  | Avsnitt: "Nesting"                          |
| 2013        | Under the Dome                          | James "Big Jim" Rennie        |                                             |
| 2022        | Better Call Saul                        | Hank Schrader                 | 2 avsnitt                                   |

## Priser och nomineringar
| År   | Pris                      | Kategori                         | Titel          | Resultat  |
| ---- | ------------------------- | -------------------------------- | -------------- | --------- |
| 2011 | Saturn Award              | Bästa manliga biroll - TV        | Breaking Bad   | Nominerad |
| 2012 | Screen Actors Guild Award | Enastående ensemble i dramaserie | Breaking Bad   | Nominerad |
| 2013 | Screen Actors Guild Award | Enastående ensemble i dramaserie | Breaking Bad   | Nominerad |
| 2014 | Screen Actors Guild Award | Enastående ensemble i dramaserie | Breaking Bad   | Vann      |
| 2014 | Saturn Award              | Bästa manliga biroll - TV        | Under the Dome | Nominerad |